# Джурджура (биосферный резерват)
Джурджура — национальный парк на севере Алжира. Парк назван в честь расположенного в горах Телль-Атлас хребта Джурджура. В парке много лесов, гротов и каньонов, а также редкая фауна, включая вымирающих маготов. Macaca sylvanus — приматы, которые раньше были гораздо более распространены в Северной Африке, чем сегодня. Основан 23 июля 1983 года, на площади 82,25 км².

## Название
Название горной цепи произошло от кабильского слова «джурджур», что означает «большой холод» или «подъем», от старой фразы «джур н джур най гер н гер», «гора гор».
Римская империя называла её Железная гора на латинском (Montus Ferratus), подразумевая почву региона, а также непокорность местного населения. Такое же название носит деревня в горах. «Ммис н’Джурджур» означает «дети Джурджуры», так кабилов именуют во многих странах.

## Достопримечательности
На территории парка расположена самая глубокая пещера в Африке — Ану Иффлис.